# Wikariat Vila Nova de Gaia – Sul
Wikariat Vila Nova de Gaia – Sul − jeden z 22 wikariatów diecezji Porto, składający się z 14 parafii:
- Parafia św. Michała w Arcozelo
- Parafia św. Jana Chrzciciela w Canelas
- Parafia św. Małgorzaty w Crestuma
- Parafia św. Salwadora w Grijó
- Parafia Matki Bożej z Ó w Gulpilhares
- Parafia św. Andrzeja w Lever
- Parafia Wniebowzięcia Najświętszej Maryi Panny w Olival
- Parafia św. Piotra w Pedroso
- Parafia św. Salwadora w Perosinho
- Parafia Najświętszej Maryi Panny w Sandim
- Parafia św. Feliksa w São Félix da Marinha
- Parafia Najświętszej Maryi Panny w Seixezelo
- Parafia św. Piotra w Sermonde
- Parafia św. Mammeda w Serzedo